# TobyMac

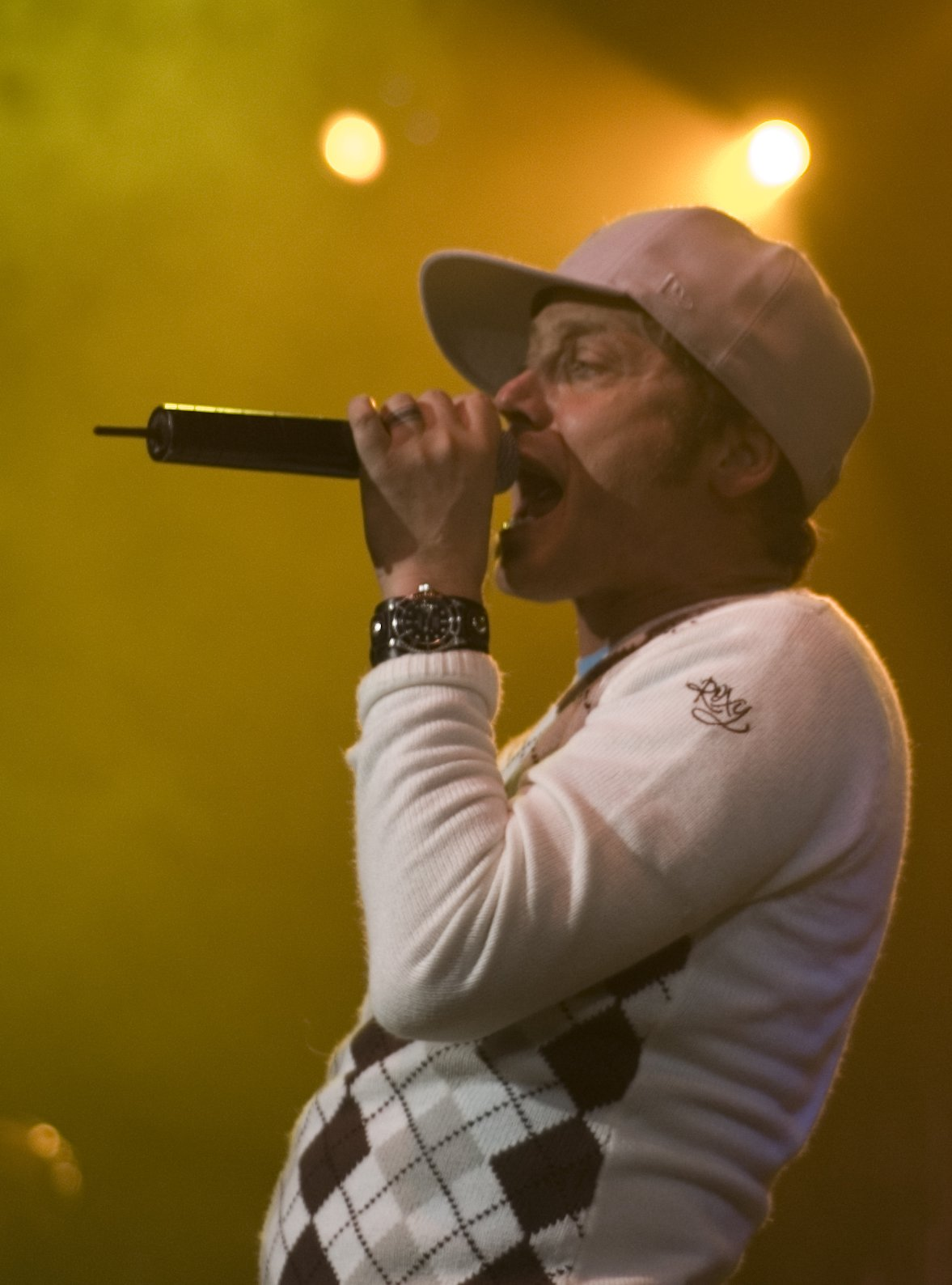
TobyMac (2005)

Toby McKeehan, född Kevin Michael McKeehan 22 oktober 1964, känd under artisnamnet TobyMac, ofta stiliserad som tobyMac eller TOBYMAC, är en amerikansk, kristen artist. Han var en av medlemmarna i gruppen dc Talk och har även gjort soloskivor. 2001 släppte han sin första soloskiva Momentum. 2012 var det Eye On It som släpptes, en skiva som nådde förstaplatsen på Billboard 200 när den släpptes hösten 2012. Med två GOLD albums, sex stycken "Number One singles" och två Grammy-nomineringar är han en av världens främsta kristna artister.

## Diskografi

### Studioalbum
- 2001: Momentum
- 2004: Welcome to Diverse City
- 2007: Portable Sounds
- 2010: Tonight
- 2011: Christmas in Diverse City
- 2012: Eye On It
- 2015: This Is Not a Test
- 2018: The Elements

### Remixalbum
- Re:Mix Momentum (2002)
- Renovating Diverse City (2005)
- Dubbed & freq'd (2012)
- Eye'm All Mixed Up (2014)

### Livealbum
- Alive and Transported (2008)
- Hits Deep Live (2016)

### Singlar (urval)
Hitsinglar (topp 10 på Billboard Christian Songs)
- 2005 – "Burn for You" (#5)
- 2006 – "Made to Love" (#1)
- 2007 – "I'm for You" (#2)
- 2008 – "One World" (#8)
- 2008 – "Lose My Soul" (#2)
- 2009 – "City on Our Knees" (#1)
- 2010 – "Get Back Up" (#1)
- 2010 – "Hold On" (#9)
- 2010 – "Christmas This Year" (med Leigh Nash) (#1)
- 2012 – "Me Without You" (#1)
- 2012 – "Steal My Show" (#3)
- 2013 – "Speak Life" (#3)
- 2015 – "Beyond Me" (#5)
- 2015 – "Feel It" (med Mr. TalkBox) (#5)
- 2016 – "Move (Keep Walkin')" (#5)
- 2016 – "Love Broke Thru" (#3)
- 2018 – "I Just Need U." (#1)
- 2018 – "Everything" (#8)